# Charles Errard

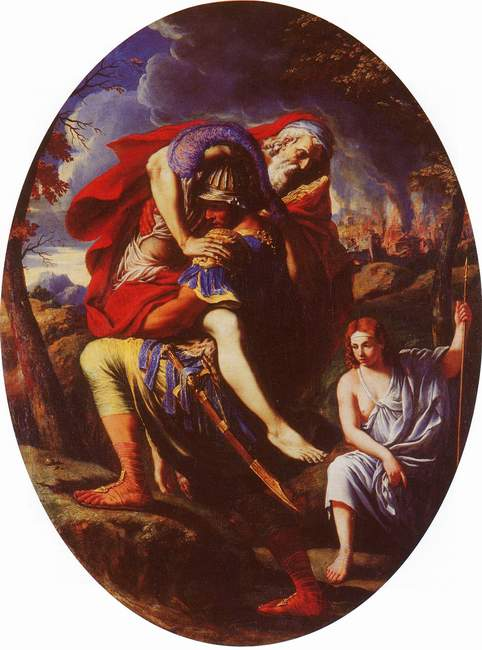
Enea e Anchise, di Charles Errard

Charles Errard il Giovane (Nantes, 1606 – Roma, 25 maggio 1689) è stato un pittore, architetto e incisore francese.

## Biografia

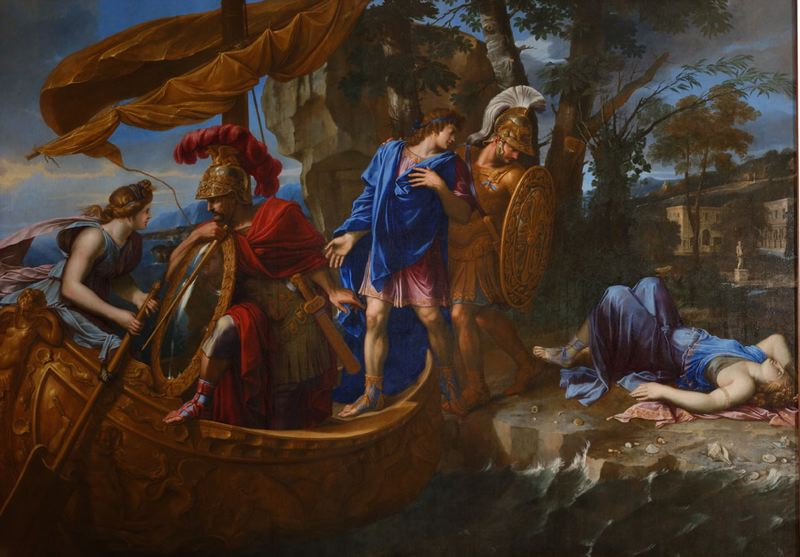
Rinaldo abbandona Armida, di Charles Errard

Charles Errard si formò come pittore con il padre, Charles Errard il Vecchio, pittore di corte del re Luigi XIII di Francia. La sua lunga carriera di artista in Francia si intervallò a diversi periodi di soggiorno a Roma, dove si recò inizialmente con il padre nel 1625 con una borsa di studio reale, e in seguito dal 1627 stringendo amicizia con Claude Lorrain, altro giovane pittore francese. Si dedicò al disegno di opere antiche  come figure, busti, rilievi, decorazioni e architetture classiche, così come contemporanee. Divenne presto un brillante disegnatore.
Dopo il suo ritorno a Parigi, lavorò per vari appassionati d'arte e collezionisti francesi, tra cui i fratelli Paul Fréart de Chantelou e Roland Fréart de Chambray.
Durante un soggiorno successivo a Roma, conobbe Poussin e il suo protettore Cassiano dal Pozzo, per il quale dipinse due quadri.  Nel 1651, secondo lo Stiche, eseguì illustrazioni su bozzetti di Poussin dal Trattato della Pittura di Leonardo da Vinci.
Dopo la sua nomina a decoratore del palazzo reale, ricevette commesse per la decorazione del Palazzo del Louvre, del Castello di Fontainebleau (appartamenti della regina madre), Saint-Germain-en-Laye e Versailles.
Fu anche attivo come pittore di scenografie per l'opera reale.
Errard fu cofondatore dell'Académie royale de peinture et de sculpture, che lo nominò direttore nel 1657.
Negli anni 1664–1665 fece un viaggio per collezionare opere d'arte nelle Fiandre per il re di Francia.
La sua rivalità con Charles Le Brun lo portò di nuovo a Roma nel 1666, questa volta con 12 allievi per costituire, inviato dal ministro francese Jean-Baptiste Colbert, l'Accademia di Francia a Roma, di cui fu direttore da allora fino a che, dopo la morte del protettore Colbert, nel 1684 fu sostituito da Noël Coypel (a parte il periodo dal 1673 al 1675). In quegli anni fu anche Principe dell'Accademia di San Luca più volte, direttamente e in qualità di vice di Le Brun.
Come incisore, illustrò vari testi, tra cui, le Vite di Giovanni Pietro Bellori e l'Anatomia per Uso et Intelligenza del Disegno su preparazioni di Bernardino Genga e testi di Giovanni Maria Lancisi, un atlante anatomico per gli allievi dell'Accademia di Francia a Roma che fu uno dei primi testi di anatomia per artisti in generale.
Morì a Roma all'età di 82 anni e fu sepolto nella chiesa di Trinità dei Monti.

## Opere

### Pitture
- La Giustizia porta la Moderazione, castello di Fontainbleau, 1645-1646.
- Enea e Anchise e L'incendio di Troia, Museo delle Belle Arti di Digione.
- San Benedetto e Santa Scolastica presentano i loro cuori alla Vergine con il Bambino, Cattedrale di Lione, 1645-1650.
- La Giurisprudenza e La Prudenza, Museo delle Belle Arti di Rennes.

### Disegni
- Allegoria della Morte, Allegoria della Pittura e dell'Architettura, Ritratto di M. de Chambray, Dipartimento delle arti grafiche, Museo del Louvre, Parigi.

### Sculture
Lasciò a Luigi XIV copie in bronzo di sculture fiorentine, in particolare (ma non solo), di  sculture di Michelangelo nella Cappella Medicea, oggi al Museo del Louvre, Parigi.